# Rito della Penitenza

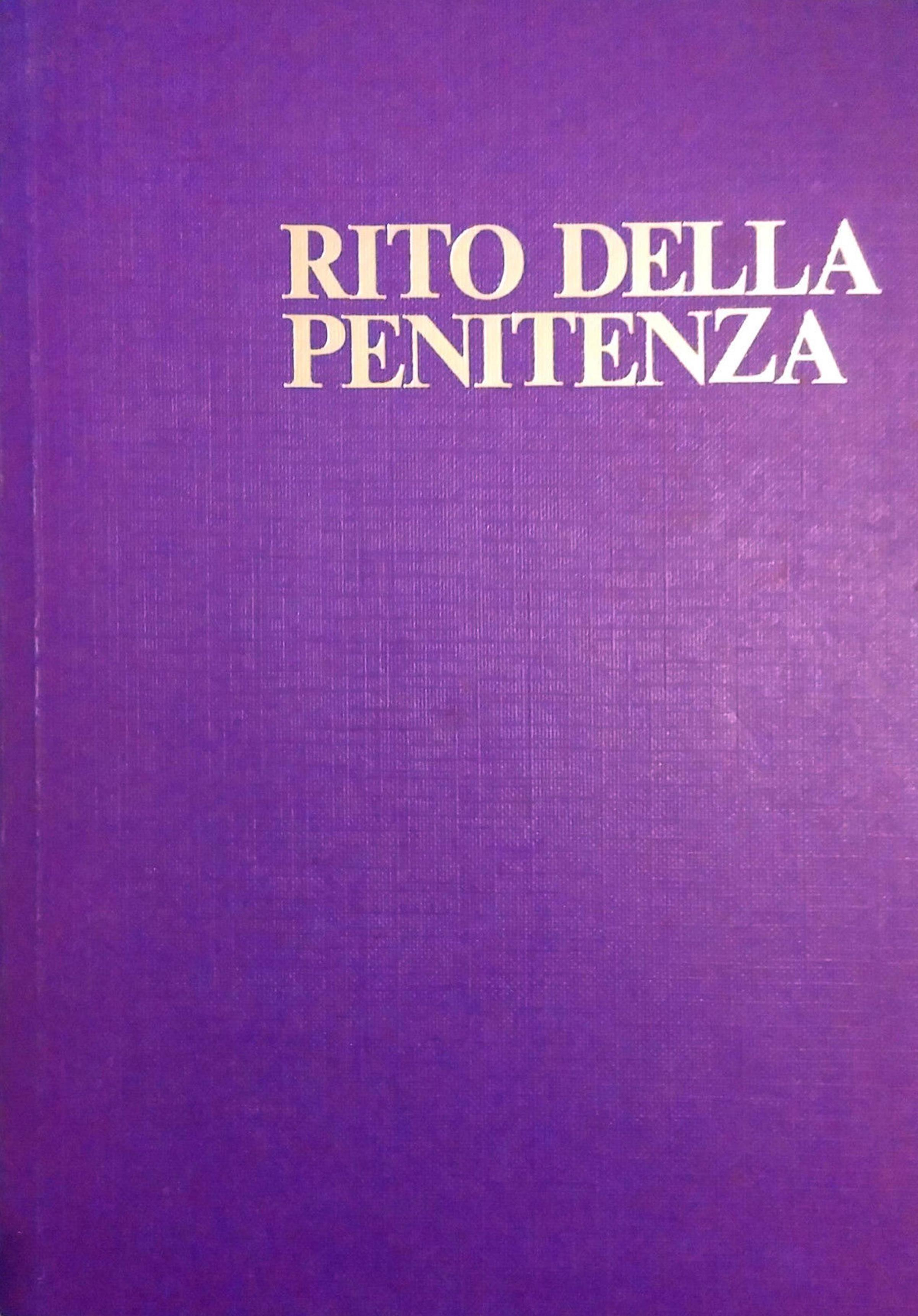
Copertina frontale del Libro sul Rito della Penitenza

Il Rito della Penitenza (OP) (in latino Ordinis Pænitentiæ) è un testo del Rituale romano per la celebrazione del sacramento della Penitenza nella Chiesa cattolica. Riformato a norma dei decreti del Concilio Ecumenico Vaticano II, fu approvato da papa Paolo VI che ne autorizzò la promulgazione l'8 marzo 1974 con decreto della Congregazione per il culto divino e la disciplina dei sacramenti, e ne prescrisse l'entrata in vigore dal 21 aprile 1974.

## Suddivisione del rituale
Il suddetto libro è così suddiviso:
1. INTRODUZIONE
  - Dichiarazione del Presidente della Conferenza Episcopale Italiana
  - Sacra Congregazione per il Culto divino: Decreto di conferma della traduzione italiana

1. PREMESSE AL RITO DELLA PENITENZA
  - Il mistero della riconciliazione nella storia della salvezza
  - La riconciliazione dei penitenti nella vita della Chiesa
  - Uffici e ministeri nella riconciliazione dei penitenti
  - Celebrazione del sacramento della Penitenza
  - Le celebrazioni penitenziali
  - Adattamenti del Rito alle varie Regioni e delle diverse
2. RITO DELLA PENITENZA
  - Rito per la riconciliazione dei singoli penitenti
  - Rito per la riconciliazione di più penitenti con la confessione e l'assoluzione individuale
    - Riti iniziali
    - Celebrazione della Parola di Dio
    - Rito della riconciliazione
    - Ringraziamento
    - Rito di conclusione

  - Rito per la riconciliazione di più penitenti con la confessione e l'assoluzione generale
    - Rito abbreviato

  - Letture Bibliche
    - Dall'Antico Testamento
    - Salmi Responsoriali
    - Dal Nuovo Testamento
    - Vangeli
3. APPENDICE
  - Appendice 1
    - L'assoluzione dalle censure
    - La dispensa dell'irregolarità

  - Appendice 2 - Celebrazioni penitenziali
    - Per la Quaresima
    - Per l'Avvento
    - Celebrazioni comuni
    - Per i fanciulli
    - Per i giovani
    - Per i malati

  - Appendice 3 - Schema per l'esame di coscienza